# Pandemic Supply Chain Network
Das Pandemic Supply Chain Network (englischsprachig, ungefähr übersetzbar als: pandemisches Lieferketten-Netzwerk) ist eine öffentlich-private Zusammenarbeit, die dazu dienen soll, Lieferketten- und Logistik-Kapazitäten bereitzustellen und Informationsflüsse zu verbessern, um für den Fall einer großflächigen Notlage gerüstet zu sein. Sie soll dazu beitragen, Pandemien in Zukunft zu vermeiden und gegebenenfalls zu managen.
Das Netzwerk wurde im Jahr 2017 basierend auf den Erfahrungen des Ebola-Ausbruchs in Westafrika 2014 eingerichtet. Zu den Gründern zählen das Welternährungsprogramm der Vereinten Nationen (WFP), die Weltgesundheitsorganisation (WHO) und die Weltbank. Involviert sind außerdem: UNICEF, das Office for the Coordination of Humanitarian Affairs, das World Economic Forum, die U.S. Agency for International Development, die University of Minnesota, GS1, Infektionsschutz-Zentren und private Unternehmen, einschließlich Henry Schein, Inc., Johnson & Johnson, UPS Foundation, Becton, Dickinson & Co. und die NEC Corporation.
In Zusammenarbeit zwischen dem WFP und der NEC Corporation wurde geplant, eine Informationsplattform einzurichten, die der Koordination und Steuerung von Lieferketten im Falle einer Notlage dienen soll.
Im Zuge der COVID-19-Pandemie ist das Netzwerk an Beratungen involviert, um Schutzausrüstungen (Atemschutzmasken, Schutzanzüge usw.) dorthin zu bringen, wo sie benötigt werden. Angesichts von Engpässen, die die Arbeit des medizinischen Personals behindern, kündigten laut Medienangaben einige angesprochene Unternehmen an, Atemmasken nunmehr nur an medizinisches Personal zu verkaufen.